# Pid (videohra)
Pid je logická videohra vyvinutá studiem Might and Delight a vydaná společností D3 Publisher pro Xbox 360 prostřednictvím Xbox Live Arcade, PlayStation 3 prostřednictvím PlayStation Network, Microsoft Windows a Mac OS X. Hra byla oznámena 7. prosince 2011 a celosvětově vydána 31. října 2012. Hra získala průměrné hodnocení, přičemž recenzenti kladně hodnotili její prezentaci a soundtrack, ale měli problémy s opakující se hratelností a frustrujícím řešením hádanek. Pid získal v roce 2012 cenu European Games Award v kategorii Innovate Newcomer.

## Hratelnost
Pid začíná ve chvíli, kdy mladý chlapec Kurt uvízne na vzdálené cizí planetě. Na své cestě po tajemné zemi musí porazit děsivé robotické nepřátele a spřátelit se s neznámými spojenci, aby odhalil mimozemské spiknutí a vrátil se domů. Hra se odehrává v bočním 2D pohledu. Hráč musí využívat širokou škálu různých herních situací a mechanik, aby překonal a prošel krajinou světa připomínající puzzle. Kurtovým hlavním nástrojem je bílý drahokam, který produkuje takzvané „paprsky“, jež může hra využít k tomu, aby ho různými způsoby poháněla po úrovních a řešila různé hádanky. Paprsky slouží k vytváření gravitačních studní, které kurta vytlačují do vzduchu, přičemž v prostředí mohou být aktivní dva najednou. Manipulace s gravitací však není jediným způsobem interakce s okolím, protože Kurt se setkává i s řadou dalších nástrojů, které může využít. Modré a červené bomby lze odpálit a poškodit tak nepřátele buď okamžitě, nebo načasovat jejich strategické umístění. Výbuchové paprsky mu umožní dosáhnout vyšších oblastí mimo dosah gravitačních studní běžných paprsků. Kouřové bomby mohou zakrýt jeho polohu před nepřátelskými reflektory a svítilnami. Kurt může také využívat vestu, která mu umožní vydržet větší poškození. K dispozici je také kooperativní režim, v němž jsou oba hráči při řešení hádanek a likvidaci nepřátel závislí jeden na druhém a zároveň spolu soupeří a testují své schopnosti.

## Soundtrack
Hudební doprovod složila a nahrála malá skupina studiových hudebníků s názvem Retro Family, která sídlí ve Švédsku. Na soundtracku se podílela zejména chvála hry.